# Уласи (Барановицький район)
Уласи (біл. Уласы) — село в Білорусі, у Барановицькому районі Берестейської області. Орган місцевого самоврядування — Крошинська сільська рада.

## Населення
За переписом населення Білорусі 2009 року чисельність населення села становило 88 осіб.